# Исчисление Ламбека
Исчисление Ламбека (англ. Lambek calculus, обозначается {\displaystyle L}) — формальная логическая система, предложенная в 1958 году Иоахимом Ламбеком, которая предназначена для описания синтаксиса естественных языков. С математической точки зрения исчисление Ламбека является фрагментом линейной логики.

## Формальное определение
Исчисление Ламбека можно определить несколькими эквивалентными способами. Ниже представлено определение секвенциального исчисления Ламбека в генценовском виде.
Исчисление Ламбека работает с типами (с точки зрения лингвистики, типы соответствуют определённым категориям слов). Фиксируется множество {\displaystyle Pr=\{p_{1},p_{2},\dots \}}, элементы которого называются примитивными типами. Из них строится множество всех типов. Формально, множество {\displaystyle Tp} типов исчисления Ламбека — это наименьшее множество, содержащее {\displaystyle Pr} и удовлетворяющее следующему свойству: если {\displaystyle A}, {\displaystyle B} — типы, то {\displaystyle (A\backslash B)}, {\displaystyle (A\cdot B)}, {\displaystyle (A/B)} (скобки часто опускаются) также являются типами. Операции {\displaystyle \backslash }, {\displaystyle /} и  {\displaystyle \cdot } называются левым делением, правым делением и умножением соответственно. 
Примитивные типы принято обозначать строчными латинскими буквами, типы — заглавными латинскими буквами, последовательности типов — заглавными греческими буквами ({\displaystyle \Gamma }, {\displaystyle \Delta } и т. п.).
Секвенцией называется строка вида {\displaystyle A_{1},\dots ,A_{n}\to B}, где {\displaystyle n>0}, а {\displaystyle A_{1},\dots ,A_{n},B} — типы исчисления Ламбека. Часть слева от стрелки называется антецедентом, а часть после стрелки — сукцедентом.
Аксиомы и правила исчисления Ламбека объясняют, какие секвенции являются выводимыми. Единственная аксиома (точнее, схема аксиом) имеет вид:
{\displaystyle A\to A}
В исчислении Ламбека имеется 6 правил вывода, по два на каждую операцию:
{\displaystyle {\cfrac {\Gamma ,A,\Delta \to C\quad \Pi \to B}{\Gamma ,\Pi ,B\backslash A,\Delta \to C}}\;(\backslash \to )\qquad {\cfrac {B,\Pi \to A}{\Pi \to B\backslash A}}\;(\to \backslash )}
{\displaystyle {\cfrac {\Gamma ,A,\Delta \to C\quad \Pi \to B}{\Gamma ,A/B,\Pi ,\Delta \to C}}\;(/\to )\qquad {\cfrac {\Pi ,B\to A}{\Pi \to A/B}}\;(\to /)}
{\displaystyle {\cfrac {\Gamma ,A,B,\Delta \to C}{\Gamma ,A\cdot B,\Delta \to C}}\;(\cdot \to )\qquad {\cfrac {\Gamma \to A\quad \Delta \to B}{\Gamma ,\Delta \to A\cdot B}}\;(\to \cdot )}
Секвенция {\displaystyle \Gamma \to A} называется выводимой, если её можно получить из аксиом путём применения правил. Соответствующая цепочка аксиом и применений правил называется выводом. Факт выводимости обозначается как {\displaystyle \mathrm {L} \vdash \Gamma \to A}.

### Примеры выводимых секвенций
- Секвенция {\displaystyle p\to q/(p\backslash q)} (называемая поднятием типа {\displaystyle p}) выводима в исчислении Ламбека:

{\displaystyle {\cfrac {{\cfrac {{\cfrac {}{q\to q}}\quad {\cfrac {}{p\to p}}}{p,p\backslash q\to q}}\quad (\backslash \to )}{p\to q/(p\backslash q)}}(\to /)}
- Секвенция {\displaystyle p\cdot (q/r)\to (p\cdot q)/r} выводима в исчислении Ламбека:

{\displaystyle {\cfrac {{\cfrac {{\cfrac {{\cfrac {p\to p\quad q\to q}{p,q\to p\cdot q}}(\to \cdot )\quad {\cfrac {}{r\to r}}}{p,q/r,r\to p\cdot q}}(/\to )}{p\cdot (q/r),r\to p\cdot q}}(\cdot \to )}{p\cdot (q/r)\to (p\cdot q)/r}}(\to /)}
- {\displaystyle \mathrm {L} \vdash p/q,q/r\to p/r}.
- {\displaystyle \mathrm {L} \vdash (q\backslash p)/r\to q\backslash (p/r)}, {\displaystyle \mathrm {L} \vdash q\backslash (p/r)\to (q\backslash p)/r}.

## Категориальные грамматики Ламбека
Понятие категориальных грамматик Ламбека относится к теории формальных грамматик; они представляют собой частный случай категориальных грамматик. Рассматривается конечное непустое множество {\displaystyle \Sigma }, называемое алфавитом. {\displaystyle \Sigma ^{\ast }} — множество всех строк конечной длины, которые можно составить из символов алфавита {\displaystyle \Sigma }; любое подмножество этого множества называется формальным языком.
Категориальная грамматика Ламбека — структура {\displaystyle \langle \Sigma ,S,\triangleright \rangle } из 3 компонент:
1. {\displaystyle \Sigma } — алфавит;
2. {\displaystyle S\in Tp} — выделенный тип в грамматике;
3. {\displaystyle \triangleright \subseteq \Sigma \times Tp} — конечное бинарное отношение, ставящее в соответствие каждому символу алфавита конечное число типов исчисления Ламбека.

Язык, распознаваемый грамматикой {\displaystyle \langle \Sigma ,S,\triangleright \rangle }, — это множество слов вида {\displaystyle a_{1}\dots a_{n},\;n>0}, таких, что для каждого символа {\displaystyle a_{i},\;i=1,\dots ,n} существует соответствующий ему тип {\displaystyle T_{i}} (это означает, что {\displaystyle a_{i}\triangleright T_{i}}) и {\displaystyle \mathrm {L} \vdash T_{1},\dots ,T_{n}\to S}.
Пример. Пусть {\displaystyle \Sigma =\{a,b\}}, {\displaystyle S=s} — примитивный тип, а отношение {\displaystyle \triangleright } задано следующим образом {\displaystyle a\triangleright s/p}, {\displaystyle b\triangleright p}, {\displaystyle b\triangleright s\backslash p}. Такая грамматика распознает язык {\displaystyle \{a^{n}b^{n}|n>0\}}. Например, слово {\displaystyle aaabbb} принадлежит языку, распознаваемому данной грамматикой, поскольку ему соответствует выводимая секвенция {\displaystyle s/p,s/p,s/p,p,s\backslash p,s\backslash p\to s}.

### Примеры из лингвистики
Если в качестве {\displaystyle \Sigma } взять множество слов некоторого естественного языка, появится возможность использовать грамматики Ламбека для описания множества предложений этого языка (или его части). Ставится задача поиска грамматики, которая бы распознавала в точности грамматически верные предложения данного языка или хотя бы корректно описывала некоторые интересующие лингвистов языковые явления. Частные примеры выводимых секвенций, соответствующих грамматически верным предложениям, приведены ниже.
- Английскому предложению John loves Mary "Джон любит Мэри" можно поставить в соответствие секвенцию {\displaystyle NP,(NP\backslash S)/NP,NP\to S} [3]. Здесь именам собственным John, Mary соответствует примитивный тип {\displaystyle NP} "noun phrase", обозначающий именные группы, а переходному глаголу loves соответствует сложный тип {\displaystyle (NP\backslash S)/NP}. Примитивный тип {\displaystyle S} "sentence" соответствует повествовательным предложениям. Данная секвенция выводима в исчислении Ламбека:

{\displaystyle {\cfrac {{\cfrac {S\to S\quad NP\to NP}{NP,NP\backslash S\to S}}(\backslash \to )\quad NP\to NP}{NP,(NP\backslash S)/NP,NP\to S}}(/\to )}
- Более сложному английскому предложению John loves but Bill hates Mary "Джон любит, а Билл ненавидит Мэри" ставится в соответствие выводимая секвенция {\displaystyle NP,(NP\backslash S)/NP,((S/NP)\backslash (S/NP))/(S/NP),NP,(NP\backslash S)/NP,NP\to S} [4].

Чтобы связать примеры выше с данным в начале раздела формальным определением категориальных грамматик, возьмём в качестве выделенного типа примитивный тип {\displaystyle S}, а отношение {\displaystyle \triangleright } определим так, чтобы словам в английских предложениях выше сопоставлялись соответствующие им в рассмотренных секвенциях типы. Тогда предложения John loves Mary, John loves but Bill hates Mary будут принадлежать языку, распознаваемому данной грамматикой.

## Свойства
- В исчислении Ламбека допустимо правило сечения[1]. Иначе говоря, из выводимости секвенций вида {\displaystyle \Pi \to A} и {\displaystyle \Gamma ,A,\Delta \to B} следует выводимость секвенции {\displaystyle \Gamma ,\Pi ,\Delta \to B}.
- Класс языков, порождаемых грамматиками Ламбека, совпадает с классом контекстно-свободных языков без пустого слова[5].
- Задача проверки выводимости секвенции в исчислении Ламбека NP-полна[6].
- Исчисление Ламбека корректно и полно относительно моделей полугрупп с делением, причём существует универсальная модель. Также оно полно относительно {\displaystyle L}-моделей (языковые модели, англ. language models), и относительно {\displaystyle R}-моделей (реляционные модели, англ. relational models) [7].
- В исчисление Ламбека можно добавить аппарат лямбда-исчисления, так что выводы в исчислении Ламбека будут сопровождаться преобразованиями лямбда-типов[8]. С лингвистической точки зрения это позволяет моделировать семантику предложений.

## Модификации
Существует ряд вариантов исчисления Ламбека, основанных на добавлении операций, отличных от делений и умножения, и добавлении новых аксиом и правил вывода. Ниже рассмотрены некоторые из вариантов.
- Исчисление Ламбека с единицей ({\displaystyle L_{\mathbf {1} }^{\ast }}). В нём допускаются секвенции вида {\displaystyle \to B} (у которых 0 типов в антецеденте). В набор допустимых символов, из которых строятся типы, добавляется единица ({\displaystyle \mathbf {1} }). Для неё вводятся одна аксиома и одно правило:

{\displaystyle {\cfrac {}{\to \mathbf {1} }}\qquad {\cfrac {\Gamma ,\Delta \to A}{\Gamma ,\mathbf {1} ,\Delta \to A}}}
- Мультипликативно-аддитивное исчисление Ламбека (multiplicative-additive Lambek calculus) — расширение {\displaystyle L}, в рамках которого типы строятся не только с помощью делений и умножения, но и с помощью конъюнкции {\displaystyle \wedge } и дизъюнкции {\displaystyle \vee }. Для них вводятся следующие 6 правил:

{\displaystyle {\cfrac {\Gamma ,A_{1},\Delta \to C}{\Gamma ,A_{1}\wedge A_{2},\Delta \to C}}(\wedge _{1}\to )\qquad {\cfrac {\Gamma ,A_{2},\Delta \to C}{\Gamma ,A_{1}\wedge A_{2},\Delta \to C}}(\wedge _{2}\to )}
{\displaystyle {\cfrac {\Pi \to A_{1}}{\Pi \to A_{1}\vee A_{2}}}(\to \vee _{1})\qquad {\cfrac {\Pi \to A_{2}}{\Pi \to A_{1}\vee A_{2}}}(\to \vee _{2})}
{\displaystyle {\cfrac {\Pi \to A_{1}\quad \Pi \to A_{2}}{\Pi \to A_{1}\wedge A_{2}}}(\to \wedge )\qquad {\cfrac {\Gamma ,A_{1},\Delta \to C\quad \Gamma ,A_{2},\Delta \to C}{\Gamma ,A_{1}\vee A_{2},\Delta \to C}}(\vee \to )}